# Yolande de Savoie (1901-1986)
Yolande de Savoie (en italien : Iolanda di Savoia), princesse d'Italie, née le 1er juin 1901 à Rome et morte le 16 octobre 1986  dans la même ville, est la fille aînée du roi Victor-Emmanuel III d'Italie et de son épouse la princesse Hélène de Monténégro. 
Devenue par mariage, en 1923, comtesse Calvi di Bergolo, elle est la sœur aînée d'Humbert II, dernier roi d'Italie.

## Biographie

### Premières années

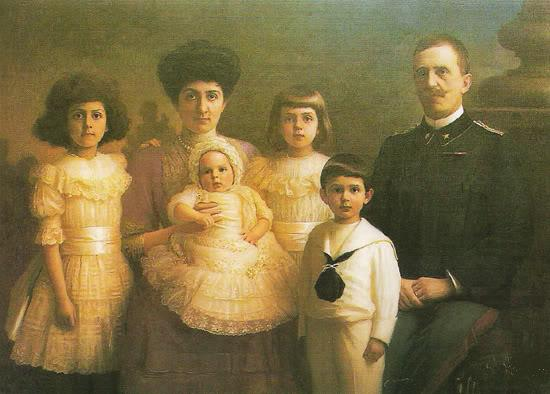
Yolande de Savoie et sa famille en 1908 à Cetinje.

Née à Rome, à la villa Savoie, le 1er juin 1901, la princesse Iolanda Margherita Milena Elisabetta Romana Maria de Savoie est la première princesse royale à naître dans le royaume unifié d'Italie et à recevoir en conséquence le titre de « princesse royale ». Elle est la fille aînée et la première des cinq enfants du roi Victor-Emmanuel III et de la reine Hélène, fille du roi Nicolas Ier de Monténégro, mariés en 1896,. La princesse est baptisée au palais du Quirinal le 15 juin 1901. Sa naissance est suivie par celles de quatre frère et sœurs : Mafalda (1902-1944), le futur roi Humbert II (1904-1983), Jeanne (1907-2000) et Marie-Françoise (1914-2001),. 

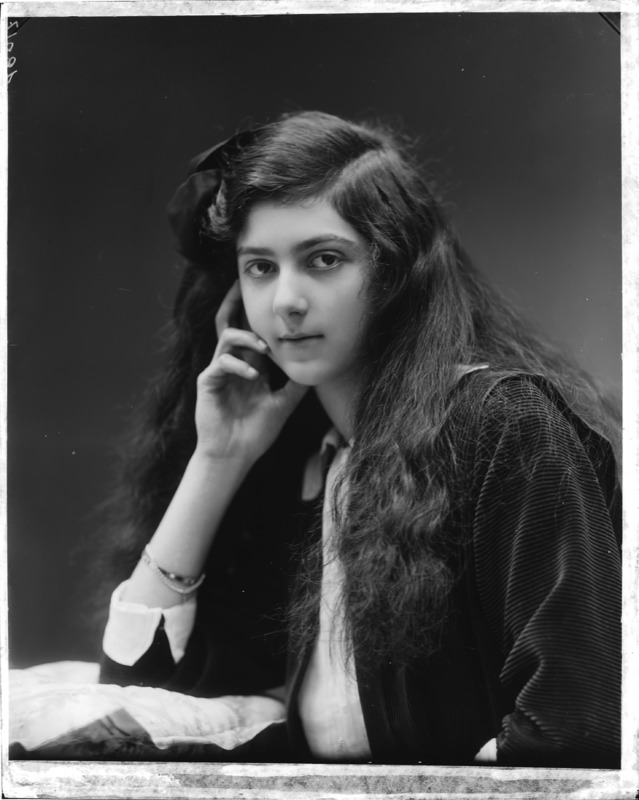
Yolande de Savoie.

Grande sportive elle s'intéresse à la natation et à l'équitation. Sa passion pour les chevaux la conduit parfois à passer des nuits entières auprès d'une jument malade ou blessée. Au cours de la Première Guerre mondiale, la presse la fiance avec le prince de Galles, futur roi Édouard VIII, qui sert en Italie en 1918. Ces rumeurs sans fondement sont réitérées l'année suivante, lors d'un séjour que la princesse Yolande et sa mère effectuent à Paris, où le prince de Galles se trouve également. Ensuite, la presse belge évoque des fiançailles potentielles entre la princesse Yolande et le prince héritier Léopold de Belgique, duc de Brabant.

### Mariage et descendance
Le 9 avril 1923, après des fiançailles annoncées le 5 février 1923, Yolande de Savoie épouse morganatiquement civilement et religieusement au palais du Quirinal à Rome, au cours de deux cérémonies à caractère intime et familial, le comte Giorgio Carlo Calvi di Bergolo (né à Athènes le 15 mars 1887 et mort à Rome le 25 février 1977), officier de cavalerie, issu de l'école de cavalerie de Pignerol, qu'elle a rencontré en Grande-Bretagne alors qu'il venait de remporter un concours hippique. 
Le couple est parent de cinq enfants, :
- Maria Ludovica Calvi di Bergolo (née à Turin le 27 janvier 1924 et morte à Rome le 19 juillet 2017), elle épouse à Alexandrie le 2 décembre 1949 Robert Gasche (1918-2011), docteur en droit, dont deux enfants ;
- Giorgio Calvi di Bergolo (né à Pignerol, près de Turin, le 1er mai 1925 et mort au même lieu le 7 mai 1925) ;
- Vittoria Calvi di Bergolo (née à Turin le 27 juin 1927 et morte à Garda, Vérone, en mars 1985), elle épouse à Alexandrie le 19 avril 1947 Guglielmo, comte Guarienti di Brenzone (1919-2006), dont trois enfants ;
- Guja Anna Calvi di Bergolo (née à Turin le 8 mars 1930), épouse à Alexandrie le 10 janvier 1951 Carlo Guarienti (1923-2023)[10], docteur en médecine et artiste peintre[N 2], dont deux filles ;
- Pier Francesco Calvi di Bergolo (né à Turin le 22 décembre 1933 et mort à Rome le 18 juin 2012), il épouse à Serralunga di Crea, Piémont, le 10 novembre 1958 Marisa Allasio, actrice (1936), dont deux enfants.

### Chute de la monarchie
Après son mariage, Yolande et sa famille vivent dans la ville de Pignerol, au sud-ouest de Turin. Après la fin de la monarchie italienne votée par référendum le 2 juin 1946, Yolande et sa famille partent en exil volontaire avec son père à Alexandrie, en Égypte. Le roi Victor-Emmanuel III meurt en 1947. En 1955, Yolande et les siens rentrent en Italie et s'établissent à Castel Porziano.

### Mort
La princesse Yolande meurt dans un hôpital à Rome le 16 octobre 1986, elle est inhumée au cimetière monumental de Turin.

## Ascendance
|  |                                   |  |  |  |  |  |  |  |  |  |  |  |  |
|  | 8. Victor-Emmanuel II             |  |  |  |  |  |  |  |  |  |  |  |  |
|  |                                   |  |  |  |  |  |  |  |  |  |  |  |  |
|  |                                   |  |  |  |  |  |  |  |  |  |  |  |  |
|  | 4. Humbert Ier                    |  |  |  |  |  |  |  |  |  |  |  |  |
|  |                                   |  |  |  |  |  |  |  |  |  |  |  |  |
|  |                                   |  |  |  |  |  |  |  |  |  |  |  |  |
|  | 9. Adélaïde de Habsbourg-Lorraine |  |  |  |  |  |  |  |  |  |  |  |  |
|  |                                   |  |  |  |  |  |  |  |  |  |  |  |  |
|  |                                   |  |  |  |  |  |  |  |  |  |  |  |  |
|  | 2. Victor-Emmanuel III            |  |  |  |  |  |  |  |  |  |  |  |  |
|  |                                   |  |  |  |  |  |  |  |  |  |  |  |  |
|  |                                   |  |  |  |  |  |  |  |  |  |  |  |  |
|  | 10. Ferdinand de Savoie           |  |  |  |  |  |  |  |  |  |  |  |  |
|  |                                   |  |  |  |  |  |  |  |  |  |  |  |  |
|  |                                   |  |  |  |  |  |  |  |  |  |  |  |  |
|  | 5. Marguerite de Savoie           |  |  |  |  |  |  |  |  |  |  |  |  |
|  |                                   |  |  |  |  |  |  |  |  |  |  |  |  |
|  |                                   |  |  |  |  |  |  |  |  |  |  |  |  |
|  | 11. Élisabeth de Saxe             |  |  |  |  |  |  |  |  |  |  |  |  |
|  |                                   |  |  |  |  |  |  |  |  |  |  |  |  |
|  |                                   |  |  |  |  |  |  |  |  |  |  |  |  |
|  | 1. Yolande de Savoie              |  |  |  |  |  |  |  |  |  |  |  |  |
|  |                                   |  |  |  |  |  |  |  |  |  |  |  |  |
|  |                                   |  |  |  |  |  |  |  |  |  |  |  |  |
|  | 12. Mirko Petrović-Njegoš         |  |  |  |  |  |  |  |  |  |  |  |  |
|  |                                   |  |  |  |  |  |  |  |  |  |  |  |  |
|  |                                   |  |  |  |  |  |  |  |  |  |  |  |  |
|  | 6. Nicolas Ier de Monténégro      |  |  |  |  |  |  |  |  |  |  |  |  |
|  |                                   |  |  |  |  |  |  |  |  |  |  |  |  |
|  |                                   |  |  |  |  |  |  |  |  |  |  |  |  |
|  | 13. Anastasija Martinovich        |  |  |  |  |  |  |  |  |  |  |  |  |
|  |                                   |  |  |  |  |  |  |  |  |  |  |  |  |
|  |                                   |  |  |  |  |  |  |  |  |  |  |  |  |
|  | 3. Hélène de Monténégro           |  |  |  |  |  |  |  |  |  |  |  |  |
|  |                                   |  |  |  |  |  |  |  |  |  |  |  |  |
|  |                                   |  |  |  |  |  |  |  |  |  |  |  |  |
|  | 14. Petar Vukotić                 |  |  |  |  |  |  |  |  |  |  |  |  |
|  |                                   |  |  |  |  |  |  |  |  |  |  |  |  |
|  |                                   |  |  |  |  |  |  |  |  |  |  |  |  |
|  | 7. Milena Vukotić                 |  |  |  |  |  |  |  |  |  |  |  |  |
|  |                                   |  |  |  |  |  |  |  |  |  |  |  |  |
|  |                                   |  |  |  |  |  |  |  |  |  |  |  |  |
|  | 15. Jelena Vojvodić               |  |  |  |  |  |  |  |  |  |  |  |  |
|  |                                   |  |  |  |  |  |  |  |  |  |  |  |  |
|  |                                   |  |  |  |  |  |  |  |  |  |  |  |  |

## Titulature et honneurs

### Titulature
- 1er juin 1901 - 9 avril 1923 : Son Altesse Royale la princesse Yolande de Savoie, princesse d'Italie ;
- 9 avril 1923 - 25 février 1977 : Son Altesse Royale la princesse Yolande de Savoie, princesse d'Italie, comtesse de Bergolo ;
- 25 février 1977 - 16 octobre 1986 : Son Altesse Royale la princesse Yolande de Savoie, princesse d'Italie, comtesse douairière de Bergolo.

### Honneurs
- Dame grand-croix de l'ordre des Saints-Maurice-et-Lazare[2].
- Chevalier d'honneur et de dévotion de l'ordre souverain de Malte[2].